# Visker
Visker település Franciaországban, Hautes-Pyrénées megyében. Lakosainak száma 368 fő (2022. január 1.). Visker Bénac, Arcizac-Adour, Hiis, Layrisse, Loucrup és Saint-Martin községekkel határos.

## Népesség
A település népessége az elmúlt években az alábbi módon változott:
| Lakosok száma | 327  | 329  | 349  | 340  | 345  | 351  | 352  | 363  | 368  |
|               | 2013 | 2015 | 2016 | 2017 | 2018 | 2019 | 2020 | 2021 | 2022 |